# Tony Crook
Tony Crook (16 de febrer del 1920 a Manchester, Anglaterra) va ser un pilot de curses automobilístiques anglès que va arribar a disputar curses de Fórmula 1.

## A la F1
Va debutar a la tercera temporada de la història del campionat del món de la Fórmula 1, la corresponent a l'any 1952, disputant el 19 de juliol el GP de Gran Bretanya, que era la cinquena prova del campionat.
Tony Crook va arribar a participar en dues curses puntuables pel campionat de la F1, entre la temporada 1952 i la temporada 1953.
Fora de la F1 va disputar també diverses curses però sense aconseguir grans resultats.

## Resultats a la Fórmula 1
| Any  | Equip       | Xassís      | Motor       | 1   | 2   | 3   | 4   | 5      | 6       | 7   | 8   | 9      | Posició | Punts |
| ---- | ----------- | ----------- | ----------- | --- | --- | --- | --- | ------ | ------- | --- | --- | ------ | ------- | ----- |
| 1952 | Frazer-Nash | Frazer-Nash | Frazer-Nash | SUI | 500 | BEL | FRA | GBR 21 | ALE     | HOL | ITA |        | -       | 0     |
| 1953 | Cooper      | Cooper      | Cooper      | ARG | 500 | HOL | BEL | FRA    | GBR Ret | ALE | SUI | ITA NC | -       | 0     |

### Resum
| Curses: | Victòries: | Pòdiums: | Poles: | Voltes ràpides: | Punts: |
| ------- | ---------- | -------- | ------ | --------------- | ------ |
| 2       | 0          | 0        | 0      | 0               | 0      |